# Herman Gesellius
Herman Ernst Henrik Gesellius (né le 16 janvier 1874 à Helsinki – mort le 24 mars 1916 à Kirkkonummi) est un architecte finlandais.

## Carrière
À partir de 1896 Herman Gesellius a travaillé pour le cabinet d'architectes Gesellius-Lindgren-Saarinen. 
Gesellius veut d'abord être ingénieur. Avant de commencer ses études d’architecture en 1893 il est stagiaire dans une usine de la famille Nobel à Saint-Pétersbourg et étudie la fabrication mécanique pendant une année. 
En 1897, il est diplômé de l'institut polytechnique (act. Université technologique d'Helsinki).
En 1916, Gesellius meurt relativement jeune d'un Cancer de l'œsophage, ce qui explique sa production limitée. 
Il est enterré à Hvitträsk.

## Quelques ouvrages
L'ouvrage le plus célèbre de Gesellius est l'Immeuble Wuorio rue unionkatu à Helsinki. Gesellius en débute la conception de 1908 à 1909, Lindgren la termine en 1913 et 1914. 
Il a conçu des architectures intérieures par exemple au Manoir de Suur-Merijoki et pour la Maison de Paul Remer,.
| Ouvrage                                                 | Lieu        | terminé | Image |
| Pavillon finlandais de l'exposition universelle de 1900 | Paris       | 1900    |       |
| Hvitträsk                                               | Kirkkonummi | 1902    |       |
| Musée national de Finlande                              | Helsinki    | 1904    |       |
| Gare de Viipuri                                         | Vyborg      | 1913    |       |
| Immeuble Pohjola                                        | Helsinki    | 1901    |       |
| Immeuble Tallberg                                       | Helsinki    | 1898    |       |
| Immeuble Wuorio                                         | Helsinki    | 1998    |       |
| Maison du physicien                                     | Helsinki    | 1901    |       |